# Dampflokomotive der Oberweißbacher Bergbahn
Die Dampflokomotive der Oberweißbacher Bergbahn wurde von der Firma Smoschewer in Breslau für die Adhäsionsstrecke der Oberweißbacher Bergbahn beschafft. Die Lokomotive kam nach dem Zweiten Weltkrieg zur Deutschen Reichsbahn und wurde dort als 98 6009 bezeichnet. Sie war bis 1962 in Betrieb und wurde dann ausgemustert und verschrottet.

## Geschichte und Einsatz
Die Lokfabrik Smoschewer stellte nur wenige Fahrzeuge in Normalspur her, ansonsten war sie in ihren zwei Werken in Breslau mehr auf die Neubauproduktion von Loks für Schmalspur spezialisiert. Die Lok der Oberweißbacher Bergbahn war eine der kleinsten hergestellten normalspurigen Lokomotiven.
Die Oberweißbacher Bergbahn beschaffte 1922 bei Smoschewer eine zweiachsige Lokomotive, die für den Ergänzungsbetrieb bei der Strecke von Lichtenhain nach Cursdorf eingesetzt werden sollte. Eingesetzt wurde die Lokomotive vorrangig im Winterbetrieb, im Sommerbetrieb war sie als Reserve abgestellt und musste nur bei Ausfall des elektrischen Triebwagens einspringen. Dann beförderte sie den nur aus einem zweiachsigen Beiwagen bestehenden Personenzug.

### DR 98 6009
Nach der Übernahme der Oberweißbacher Bergbahn durch die Deutsche Reichsbahn wurde Saalfeld ihre Heimatdienststelle. Lediglich 1957 wurde Nordhausen als Heimatdienststelle angegeben. Vor 1960 war sie wieder in Saalfeld beheimatet. Abgestellt wurde die Lok 1960, 1962 wurde sie ausgemustert und 1963 verschrottet.

## Technische Merkmale
Die Lok besaß einen Blechrahmen, in den ein Wasserkasten für 1,9 m³ Inhalt eingenietet war. In den über den Umlauf liegenden Behältern war der Bunker für die Brennstoffe mit 0,6 t Inhalt. Der zweite Radsatz der 900 mm starken Treibräder war angetrieben, der Achsstand betrug 1.800 mm. Die Zylinder waren waagerecht am Rahmen ausgerichtet, die Steuerung erfolgte mit Flachschiebern. Der Kreuzkopf der Heusinger-Steuerung war einschienig geführt.
Der Kessel für einen Betriebsdruck von 12 bar entsprach in seiner Ausführung und Ausrüstung Normen der Preußischen Staatseisenbahnen. Der Langkessel trug vorn einen großen Dampfdom mit Flachschieberregler, dahinter war der Sandkasten platziert. Der Stehkessel hatte eine Feuerbüchse aus Kupfer. Am Führerhaus waren die Sicherheitsventile der Bauart Pop angebracht. Die Rauchkammer trug einen langen, konischen Schornstein mit einem auffälligen Kranz. Die Rauchkammertür mit Zentralverschluss sowie die Verkleidung der Einströmrohre stimmten mit preußischen Normen überein. Das Führerhaus war ähnlich dem der preußischen T 3.
Die Lokomotive besaß die Wurfhebelbremse und eine indirekte Bremse der Bauart Knorr. Die Radsätze wurden einseitig von vorn abgebremst. Die einstufige Luftpumpe war rechts hinter der Rauchkammer angebracht. Der handbetätigte Sandstreuer wirkte auf die Antriebsräder von innen. Zur Signalgebung war eine Dampfpfeife vorhanden. Ursprünglich hatte die Lokomotive eine Petroleumbeleuchtung, bei der DR wurde die elektrische Beleuchtung nachgerüstet. Sie besaß bis zur Ausmusterung ihre ursprünglichen Stangenpuffer.